# Aizecourt-le-Bas

Aizecourt-le-Bas este o comună în departamentul Somme, Franța. În 1 ianuarie 2022 avea o populație de 65 de locuitori.